# Jak można spatchować KDE2 pod FreeBSD?
Jak można spatchować KDE 2 pod FreeBSD? (ros. Как пропатчить KDE2 под FreeBSD?) – pytanie będące dowcipem w rosyjskiej kulturze internetowej.
Pytanie oryginalnie zostało opublikowane na kanale IRC #anime w sieci RusNet 8 maja 2004 roku.
<Sashok>

— Здравствуйте, это канал об аниме?

— Да.

— Как мне пропатчить KDE2 под FreeBSD?
Jego treść można przetłumaczyć następująco:
— Witam, czy to kanał anime?

— Tak.

— Jak mogę spatchować KDE2 pod FreeBSD?
Fraza ta miała za zadanie sparodiować dużą liczbę „nerdowskich”, technicznych rozmów odbywających się na kanale, które nie miały nic wspólnego z anime. Została ona później spopularyzowana i często cytowana na rosyjskojęzycznych czatach. Samo pytanie odnosi się do łatania oprogramowania.

## Wątki polityczne
Pytanie to wielokrotnie pojawiło się wśród propozycji pytań przed internetową konferencją z prezydentem Władimirem Putinem. Konferencja odbyła się 6 lipca 2006, jednak podczas niej nie zadano tego pytania.
W 2007 roku pytanie zostało najczęściej zadawanym pytaniem w podobnej konferencji z prezydentem Kazachstanu Nursułtanem Nazarbajewem. Prezydent odpowiedział na to pytanie poważnie, nawiązując do rozwoju technologii informacyjnych w państwie oraz do możliwości użycia tam wolnego oprogramowania.
W grudniu tego samego roku to samo pytanie zostało zadane na internetowej konferencji prezydenta Ukrainy Wiktora Juszczenki. Odpowiedział on twierdząc, iż programiści w jego sekretariacie mogą rozwiązać ten problem pod wieloma systemami operacyjnymi. Poradził również, aby korzystać z nowszego oprogramowania (nawiązując prawdopodobnie do obecnego już wówczas KDE3).

## Odpowiedź
Istnieje prawidłowa odpowiedź na to pytanie. Należy wykonać następujący ciąg poleceń:
```
cd /usr/ports && make index; pkgdb -F
cd /usr/ports/x11/xorg && make all install && make clean
cd /usr/ports/x11/kde2/
make && make install && make clean;
portsnap fetch
portsnap extract
portsnap fetch update
xorgcfg
cp ~/xorg.conf.new /usr/X11R6/etc/X11/xorg.conf
touch ~/.xinitrc && echo -ne "exec startkde" > ~/.xinitrc
startx
```